# Captain Flint
Captain J. Flint (manchmal auch Josuah oder John Flint) war der fiktive berüchtigte Kapitän eines Piratenschiffes, der Walrus (Walross), im Roman Die Schatzinsel des schottischen Autors Robert Louis Stevenson (1850–1894).

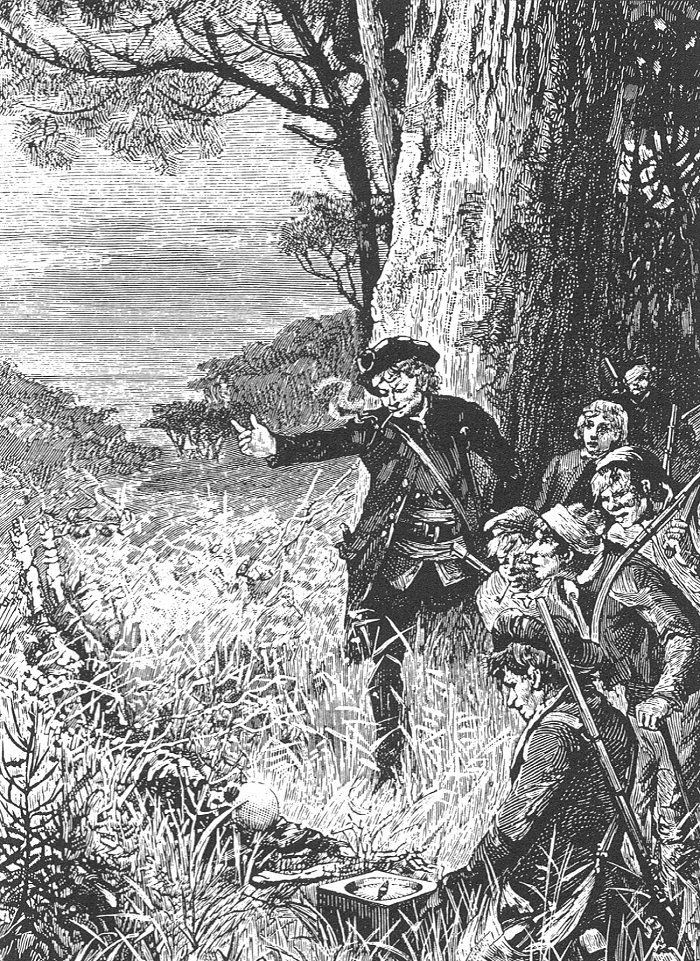
Long John Silver findet das Skelett von Allardyce, Illustration von Georges Roux, 1885

Flint war verantwortlich dafür, dass auf einer Insel ein ungeheurer Schatz versteckt wurde. Flint ging mit der Walrus in der Skelettbucht vor Anker. Nachdem der Schatz von sechs seiner Besatzungsmitglieder vergraben worden war, entledigte er sich dieser nun unliebsam gewordenen Zeugen, indem er sie kaltblütig ermordete. Einen von ihnen, den Matrosen Allardyce, platzierte er mit ausgestreckten Armen als Wegweiser zum Lageort des Schatzes auf der Insel.
Die Lage des Schatzes zeichnete er auf einer Schatzkarte ein, die später in die Hände seines Steuermannes William „Billy“ Bones gelangte und schlussendlich in die Hände des Helden des Romans Jim Hawkins.
Die einzige Person, vor der sich Captain Flint gefürchtet haben soll, war der Steuermannsmaat John Silver, der seinen ihn begleitenden Papagei später spöttisch ebenfalls Captain Flint nannte.
Im 1925 erschienenen Roman Porto Bello Gold (auch unter dem Titel Das Schatzschiff verlegt) von Arthur D. Howden Smith wird, nach Vorlage der wenigen Anekdoten, die in Die Schatzinsel Erwähnung finden, wie der Schatz auf die Insel gekommen ist, ausführlich in einer zusammenhängenden Geschichte erzählt, wie Flint den Schatz erbeutet und ihn nur versteckt, weil die Möglichkeit bestand in der Nähe einen weiteren Goldtransport zu berauben. Ein Teil seiner Mannschaft, allen voran Allardyce, ist jedoch dagegen und will sich mit dem bereits erbeuteten Gold zufriedengeben. Flint lässt das ziemlich kalt und er setzt seinen Willen durch. Als er den Schatz auf der Insel vergraben will, nimmt er ebendiesen Teil der Aufständischen mit, lässt sie den Schatz vergraben und ermordet sie anschließend, wobei er jede Leiche als Wegweiser zum Versteck platziert. Mit dieser Tat hat er die Aufständischen beseitigt und zugleich dafür gesorgt, dass das Versteck nur er allein kennt. Kurz bevor er den Goldtransport erreicht, stirbt er jedoch unter Alkoholeinfluss an einem Schlaganfall, womit das Projekt abgebrochen wird und Bill Bones, sehr zum Entsetzen John Silvers, zum Nachfolger bestimmt wird. Dieser entgeht anschließend einer Meuterei nur, indem er rechtzeitig mit der Schatzkarte vom Schiff flieht.
Im US-Bundesstaat Georgia soll in einem Gasthaus in der Stadt Savannah, dem 1734 gebauten Pirate’s House Inn, der Pirat Captain Flint, nach „Darby McGraw – mehr Rum...“ verlangend, gestorben sein und als Geist herumspuken. Die Art seines Todes wird zwar im Buch erwähnt, dennoch ist es nicht sicher, ob Stevenson Captain Flint nach einem realen Vorbild entworfen hat.
Als gesichert gilt, dass Stevenson sich bei der Auswahl seiner Motive und Charaktere von dem Buch A General History of the Robberies and Murders of the Most Notorious Pirates (1724) von Captain Charles Johnson bedient hat.
Obwohl im Roman nur am Rande auf Captain Flint eingegangen wird, ist er in verschiedenen Verfilmungen des Romans in Erscheinung getreten.
Captain Flint ist auch eine der Figuren in Richard Schuberths Theaterstück Wartet nur, bis Captain Flint kommt! Beim Piraten-Open-Air in Grevesmühlen ist Captain Flint die Hauptfigur, das Open-Air-Theater gibt es seit 2005. 

## Captain Flint in Verfilmungen
- Die Banditeninsel von Karabei (Return to Treasure Island, 1954), dargestellt von Dayton Lummis
- Die Schatzinsel Fernseh-Vierteiler (1966), wird nur erwähnt
- The Adventures of Long John Silver (Fernsehfilm-Folge: Execution Dock, 1959), dargestellt von George Simpson-Lyttle
- Muppets – Die Schatzinsel (Muppet Treasure Island, 1996), wird nur erwähnt
- Die Schatzinsel (Treasure Island, 1999), dargestellt von Peter Rowe
- Relic Hunter – Die Schatzjägerin (Fernsehfilm-Folge: Treasure Island, 2001), dargestellt von Richard Denison
- Treasure Island (Fernsehfilm, 2012), Donald Sutherland als Flint
- Black Sails (Fernsehserie, 2014), dargestellt von Toby Stephens, dort mit dem Vornamen James.
- Captain Flint tritt ebenfalls im Zeichentrickfilm Der Schatzplanet (Treasure Planet) (2002) von Disney in Erscheinung, dort mit dem Vornamen Nathaniel.